# Gerrit (Gerhardus) Spengler
Gerrit (Gerhardus) Spengler (Laren, kasteel Ampsen 8 maart 1752 – Lepel, Keizerrijk Rusland (tegenwoordig Wit-Rusland) 8 oktober 1812) was een Nederlands, later Engels en Russisch beroepsmilitair.

## Levensloop
Gerrit Spengler was een zoon van Johan Carel Spengler en Susanna Wilhelmina Alberta de Vulder. Op 8 juli 1778 trouwde hij te Breda met Maria Sophia d’Erpel (1752-1828). 
Het Franse leger onder bevel van generaal Pichegru nam op 19 januari 1795 Amsterdam in. Als majoor-ingenieur in het Nederlandse Staatse leger leed hij onder de bezetting van Nederland. Vanwege deze nieuwe politieke context emigreerde Gerrit Spengler naar Engeland, waar hij werd benoemd tot luitenant-kolonel-ingenieur van de Kroon van Engeland bij de Royal Engineers, tijdens het bewind van koning George III.
In 1806 emigreerde hij met zijn vrouw, jongste dochter en zoon (zijn twee oudste dochters en zoon waren al daarvoor overleden) naar Rusland om tsaar Alexander I te dienen. Rusland had inderdaad aanzienlijke behoeften aan wegeninfrastructuur en zorgen voor de navigatie op de rivieren. Op 26 december 1807 werd hij bevorderd tot kolonel-ingenieur en in 1808 onderscheiden met de orde van Sint-Anna 2e klasse. In 1810 verliet hij het keizerlijke leger om zich aan te sluiten bij het civiele korps van ingenieurs van land- en riviercommunicatieroutes en werd hij benoemd tot directeur van het 1e district van het Berezina-riviersysteem, een zijrivier van de Dnjepr. Hij vestigde zich in Lepel in het Gouvernement Vitebsk.
In 1812 lanceerde keizer Napoleon de Russische veldtocht. De Franse troepen staken op 24 juni 1812 de rivier de Memel over. Tijdens hun snelle opmars naar de provincie Vitebsk in de richting van Smolensk werd Gerrit Spengler gevangen genomen door de Franse troepen. Hij stierf op 8 oktober 1812 en werd begraven met de eer toekomend aan een hoge Russische officier, een salvo afgevuurd door veertig huzaren van Napoleon's Grande Armée. In Franse en Russische bronnen wordt hij als ‘Baron de Spengler’ en Gerret Legor Spengler aangeduid.
Zijn weduwe keerde met haar dochter Susanne Marie Sophie Spengler terug naar Nederland en overleed in 1828 in Breda. Zijn zoon Jan Carel bleef in Rusland wonen onder de naam Karl Legorovitsj Spengler en werd de stamvader van een Russische tak. Hij trouwde met Jelena Nikolajevna Smartskaja (1792 – ..) Op 23 december 1823 kregen zij een zoon Edoeard Karlovitsj Spengler, waarvan de overige Russische Spenglers afstammen.